# Martín de Yeltes
Martín de Yeltes es un municipio y localidad española de la provincia de Salamanca, en la comunidad autónoma de Castilla y León. Se integra dentro de la comarca de Ciudad Rodrigo y la subcomarca del Campo de Yeltes, que forma parte de la inmensa llanura del Campo Charro.
Su término municipal está formado por las localidades de Campocerrado, Castillejo, Collado y Martín, ocupa una superficie total de 63,24 km² y según el padrón municipal elaborado por el INE en el año 2017, cuenta con una población de 424 habitantes.
Alrededor del siglo XIX, la zona en donde hoy se encuentra Martín de Yeltes, era un lugar de paso para los pastores, carruajes y caballerías que generalmente venían de Extremadura con dirección hacia León. Los viajeros podían pasar la noche en posadas o ventorros.
Hasta la década de 1910 se llamaba Martín del Río.

## Símbolos

### Escudo
El escudo heráldico que representa al municipio fue aprobado con el siguiente blasón:

«En campo de plata ondas de azur regulares situadas en la punta, extendidas de flanco a flanco, submontadas por los símbolos tradicionales de San Martín: Brazo encarnado con espada en sable cortando la capa al natural que recoge la mano encarnada de un pobre»

### Bandera
El ayuntamiento no ha adoptado aún una bandera para el municipio.

## Geografía
Integrado en la comarca de Ciudad Rodrigo, subcomarca de Campo de Yeltes, se sitúa a 60 kilómetros de la capital salmantina. El término municipal está atravesado por la Autovía de Castilla (A-62) entre los pK 297 y 304, además de por la carretera N-620, alternativa convencional a la anterior, y por una carretera local que une La Fuente de San Esteban con Aldehuela de Yeltes. 
El relieve del municipio es prácticamente llano, oscilando la altitud entre los 828 metros al sureste, en una meseta elevada situada en el límite con Cabrillas, y los 730 metros a orillas del río Yeltes, que hace de límite con Sancti-Spiritus por el suroeste. El pueblo se alza a 763 metros sobre el nivel del mar. 
| Noroeste: Retortillo   | Norte: Boada             | Noreste: La Fuente de San Esteban     |
| Oeste: Sancti-Spíritus |                          | Este: La Fuente de San Esteban        |
| Suroeste: Castraz      | Sur: Aldehuela de Yeltes | Sureste: Cabrillas y Sepulcro-Hilario |

## Historia
Su fundación se remonta a la repoblación efectuada por los reyes de León en la Edad Media, quedando encuadrado en el Campo de Yeltes de la Diócesis de Ciudad Rodrigo tras la creación de la misma por parte del rey Fernando II de León en el siglo XII, tomando entonces el nombre de Martindelryo, nombre que, evolucionado a Martín del Río, tuvo la localidad hasta 1910, año en que cambió el mismo por el actual Martín de Yeltes, en honor, precisamente, al río que cruza el término en su sector occidental, hecho corroborado mediante Real Decreto en 1916.

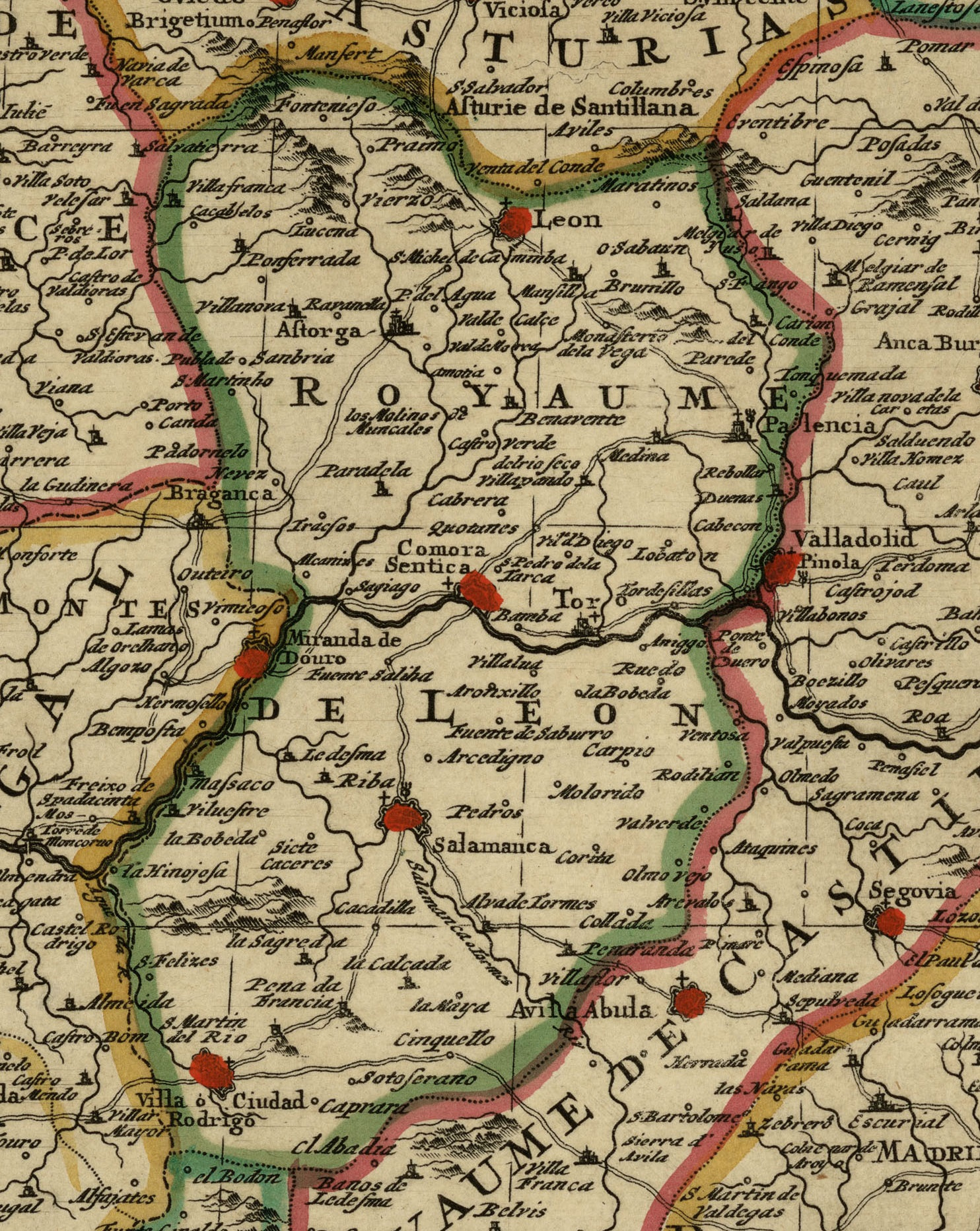
Detalle del mapa Carte Generale des Royaumes d'Espagne & de Portugal avec leurs principales divisions &c., realizado en 1705, en el que se puede observar Martín del Río.

Con la creación de las actuales provincias en 1833, Martín de Yeltes quedó encuadrado en la provincia de Salamanca, dentro de la Región Leonesa.
Posteriormente, en 1902, el municipio de Martín de Yeltes (entonces aún denominado Martín del Río) integró en su seno el territorio del hasta entonces municipio de Campocerrado, tras decretarse el desahucio de los vecinos de dicha localidad, que fue acometido por la Guardia Civil como consecuencia de la solicitud efectuada ante el juzgado por los nuevos propietarios del término de Campocerrado, los Cobaleda, que habían comprado las tierras a los condes de Santa Coloma, imponiendo tras dicha compra una desorbitada renta a los habitantes de Campocerrado, a la que los vecinos no pudieron hacer frente. Sus hasta entonces alcalde y secretario, llegaron a desplazarse hasta Guipúzcoa, para intentar pedir el amparo del rey, y que les auxiliase ante dicho desahucio, no teniendo éxito. Por este motivo, algunas fuentes apuntan al éxodo de los vecinos en dirección hacia Andalucía, para embarcar en el puerto de Gibraltar hacia América como emigrantes. En el último censo previo al desahucio de Campocerrado, el de 1900, la localidad contabilizaba una población de 162 habitantes y 43 hogares habitados.
Finalmente, ya en el siglo XXI, el 9 de abril de 2004 tuvo lugar el suceso más grave de la historia de este municipio, cuando una locomotora que circulaba aislada arrolló, en un paso a nivel sin barrera de esta localidad, un vehículo en el que viajaban ocho jóvenes, falleciendo seis de ellos y resultando heridos de gravedad los otros dos.

## Geografía humana

### Demografía
Cuenta con una población de 387 habitantes (INE 2024).
| Gráfica de evolución demográfica de Martín de Yeltes entre 1842 y 2021 |
| |
| Población de derecho según los censos de población del INE Población de hecho según los censos de población del INEEn estos censos se denominaba Martín del Río: 1842, 1857, 1860, 1877, 1887, 1897, 1900 y 1910 Entre el censo de 1910 y el anterior, crece el término del municipio porque incorpora a 37501 (Campocerrado) |

Según el Instituto Nacional de Estadística, Martín de Yeltes tenía, a 31 de diciembre de 2018, una población total de 421 habitantes, de los cuales 218 eran hombres y 203 mujeres. Respecto al año 2000, el censo refleja 560 habitantes, de los cuales 287 eran hombres y 273 mujeres. Por lo tanto, la pérdida de población en el municipio para el periodo 2000-2018 ha sido de 139 habitantes, un 35% de descenso.
El municipio se divide en cuatro núcleos de población. De los 421 habitantes que poseía el municipio en 2018, Martín contaba con 509, Campocerrado con 11 y Castillejo de Yeltes con 1. Collado de Yeltes se considera despoblado.

## Administración y política
| Partido político                         | 2019  | 2019  | 2019       | 2015  | 2015  | 2015       | 2011  | 2011  | 2011       | 2007  | 2007  | 2007       | 2003  | 2003  | 2003       |
| Partido político                         | %     | Votos | Concejales | %     | Votos | Concejales | %     | Votos | Concejales | %     | Votos | Concejales | %     | Votos | Concejales |
| Partido Socialista Obrero Español (PSOE) | 53,40 | 165   | 4          | 68,93 | 223   | 5          | 64,29 | 225   | 4          | 66,23 | 251   | 5          | 66,41 | 255   | 5          |
| Partido Popular (PP)                     | 45,95 | 142   | 3          | 30,77 | 104   | 2          | 35,43 | 124   | 2          | 32,98 | 125   | 2          | 33,59 | 129   | 2          |